# Овезов, Ягмур Овезович
Ягмур Овезович Овезов (туркм. Ýagmyr Öwezowiç Öwezow; род. 1945 год, Кизыл-Арват, Туркменская ССР) — советский и туркменский государственный деятель.

## Биография
Родился в 1945 году в городе Кизыл-Арвате Красноводской области Туркменской ССР.

### Образование
Получил два высших образования, окончив в 1969 году Ташкентский политехнический институт, в 1984 году — Академию народного хозяйства СССР.

### Карьера
Трудовую деятельность начал мастером домостроительного управления Министерства автомобильных дорог Туркменистана, затем работал прорабом, старшим прорабом домостроительного управления Министерства автомобильных дорог Туркменистана, начальником СМУ-3 Ашхабадского треста крупнопанельного домостроения, начальником Областного дорожного управления.
С 1978 по 1982 год занимал должность заместителя министра строительства и эксплуатации автомобильных дорог Туркменской ССР, с 1984 по 1991 год был заместителем, затем первым заместителем председателя Госплана Туркменской ССР.
С 1991 по 1992 год являлся министром промышленности строительных материалов Туркменистана.
С 26 июня 1992 года по 2 августа 1996 года занимал пост заместителя председателя Кабинета министров Туркменистана; с 3 июня 1993 года по 13 февраля 1995 года по совместительству являлся хякимом Ашхабада.
С 2 августа 1996 года работал хякимом (губернатором) Дашогузского велаята, в 1997 году был снят с должности за недостатки в работе.